# 巴克特·托罗巴耶夫
巴克特·埃尔格舍维奇·托罗巴耶夫，（1973年4月5日—），吉尔吉斯斯坦吉尔吉斯族政治家，自2013年来担任“发展-进步”党领导人。
在担任过各种职务后，托罗巴耶夫在2007年议会选举中当选为最高议会代表，加入了库尔曼别克·巴基耶夫的光明道路党。在2010年吉尔吉斯革命后，巴基耶夫被推翻，他加入了共和国党，但与党领袖奥穆尔别克·巴巴诺夫发生冲突，导致他加入发展-进步党。
托罗巴耶夫也是2017年吉爾吉斯斯坦總統選舉的正式候选人，直到他在选举开始前九天退出。